# Hirschegg-Pack
Hirschegg-Pack è un comune austriaco di 1 054 abitanti nel distretto di Voitsberg, in Stiria. È stato creato il 1º gennaio 2015 dalla fusione dei precedenti comuni di Hirschegg e Pack; capoluogo comunale è Hirschegg.